# Keep River National Park
Keep River National Park är en nationalpark i Australien.   Den ligger i delstaten Northern Territory, i den nordvästra delen av landet, 2 900 km nordväst om huvudstaden Canberra. Keep River National Park ligger 122 meter över havet.
Trakten runt Keep River National Park består i huvudsak av gräsmarker.